# Чарліна
Чарліна (пол. Czarlina) — село в Польщі, у гміні Косьцежина Косьцерського повіту Поморського воєводства.
Населення — 123 особи (2011).
У 1975-1998 роках село належало до Гданського воєводства.

## Демографія
Демографічна структура станом на 31 березня 2011 року:
|          | Загалом | Допрацездатний вік | Працездатний вік | Постпрацездатний вік |
| -------- | ------- | ------------------ | ---------------- | -------------------- |
| Чоловіки | 62      | 18                 | 38               | 6                    |
| Жінки    | 61      | 13                 | 35               | 13                   |
| Разом    | 123     | 31                 | 73               | 19                   |